# Erytus tekkensis
Erytus tekkensis är en skalbaggsart som beskrevs av Rudolph Petrovitz 1961. Erytus tekkensis ingår i släktet Erytus och familjen Aphodiidae. Inga underarter finns listade i Catalogue of Life.